# Jordyn Wieber
Jordyn Marie Wieber (DeWitt, 12 de julho de 1995) é uma ex-ginasta estadunidense, que competiu em provas de ginástica artística.
A ginasta foi ao Mundial de Tóquio ao lado das companheiras Sabrina Vega, McKayla Maroney, Alexandra Raisman, Gabrielle Douglas e Anna Li para conquistar a medalha de ouro por equipes, a frente da seleção russa, campeã no ano anterior. Nas provas individuais, foi à final do concurso geral, na qual encerrou também como campeã. Nos aparelhos, foi medalhista de bronze na trave de equilíbrio.
Em 2016, vai participar do filme Raising the Bar, protagonizado por Kelli Berglund.